# Falsa liebre
Falsa liebre es la primera novela de la escritora mexicana Fernanda Melchor, publicada en agosto de 2013 por la editorial Almadía. La novela cuenta la historia de cuatro jóvenes: Andrik, Zahir, Pachi y Vinicio, que viven en el trópico mexicano en medio de la desesperanza, los vicios, el tedio, la prostitución y la violencia.
La obra inicia con un epígrafe de la Epístola de Santiago que reza: «Mirad, ¡qué gran bosque se incendia con tan pequeño fuego!».

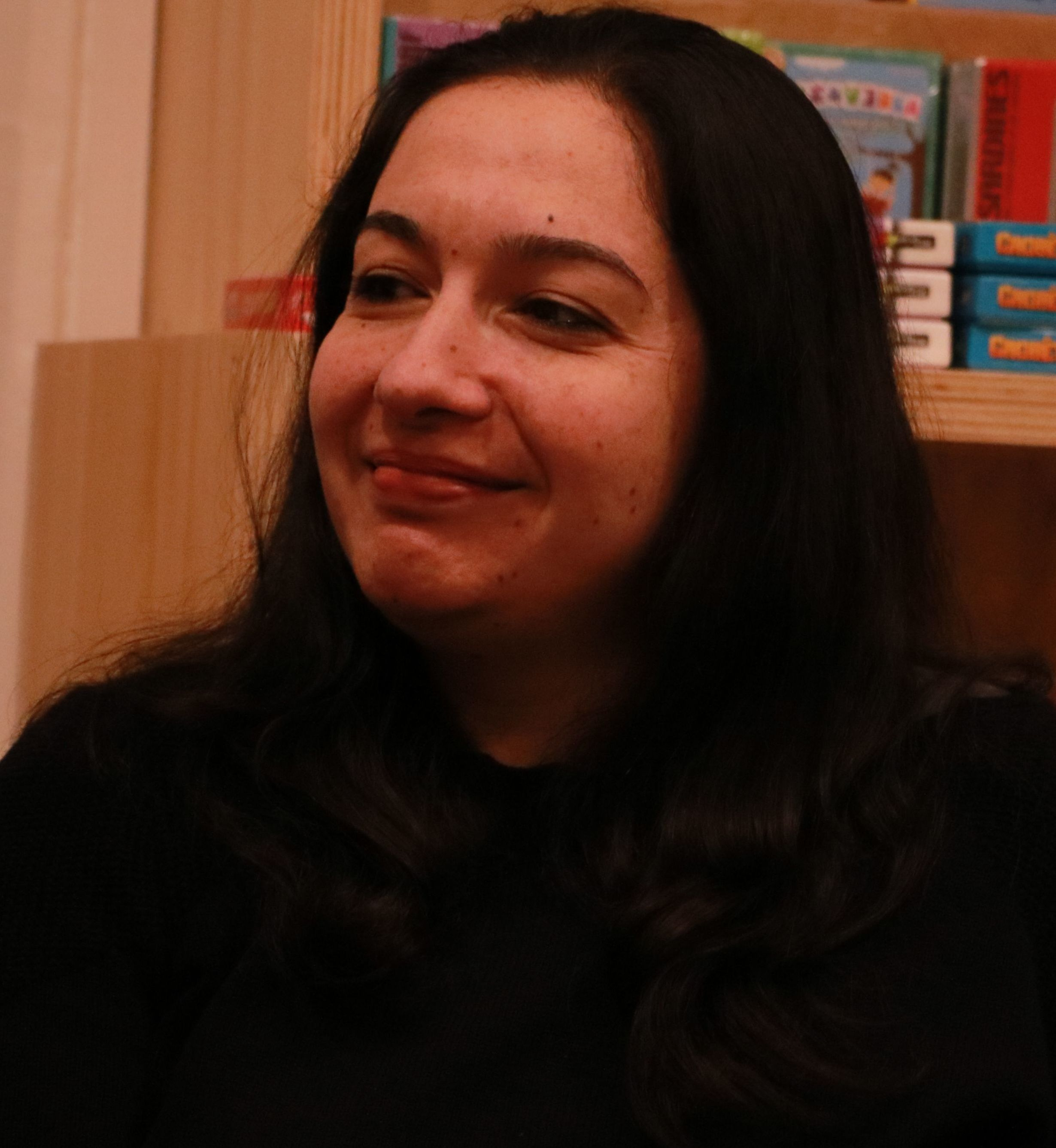
Fernanda Melchor en 2019.

## Argumento
Andrik es un muchacho de catorce años que fue abandonado por su madre a corta edad y que en la actualidad se prostituye en las calles de Veracruz. Todo cambia cuando uno de sus clientes, un hombre violento mayor a él, lo encierra contra su voluntad en su casa para mantenerlo secuestrado como esclavo sexual. Antes de su encierro, Andrik vivía en una casa junto a un adolescente llamado Zahir y una vieja que los maltrataba a ambos. Zahir, que consideraba a Andrik como su propio hermano, empieza a buscar a Andrik al sospechar que algo malo le había ocurrido.
El segundo hilo narrativo lo protagoniza Pachi, un muchacho atrapado por los vicios que vivía junto a su esposa embarazada y su hijastra. Tanto Pachi como su amigo Vinicio, quien hace poco había enfermado de dengue, viven una vida cargada de tedio y problemas económicos. Posteriormente la historia de Andrik y Zahir se cruza con la de Pachi y Vinicio, hecho que desemboca en tragedia.

## Escritura
La obra fue escrita entre 2011 y 2012, aunque la idea original y los personajes nacieron cuando Melchor contaba con 19 años. Una de las mayores influencias del libro fue la película Amores perros (2000), del director mexicano Alejandro González Iñárritu, en particular la idea de personajes cuyas vidas se cruzan en un momento trágico. La historia fue concebida con una trama que tuviera lugar en un solo día con personajes que rotaran en la narración y que retrataran el lado más marginal y violento de Veracruz, en base a las experiencias de juventud de la propia autora. También fueron influyentes las obras de José Donoso, Manuel Puig y las primeras de Mario Vargas Llosa.
De acuerdo a la autora, otra fuente de inspiración fue una noticia que leyó en 2010 sobre un chico de 14 años apodado el «Ponchis» que trabajaba como sicario para un cártel. La idea de Melchor era retratar cómo los muchachos se convierten en alguien como el «Ponchis» y terminan ingresando al mundo de los narcos, así como intentar comprender la relación entre la masculinidad y la ola de violencia en México.
Tras la publicación de su novela Páradais (2021), Melchor recibió una beca de residencia de un año en Alemania, periodo durante el cual decidió reescribir Falsa liebre. Esta nueva versión fue publicada en 2022 por la editorial Random House.

## Recepción
La reseña del diario La Jornada, escrita por Joaquín Guillén Márquez, se refirió positivamente a la novela y afirmó que Melchor muestra «una evidente capacidad fabuladora», además de «una vocación de estilo que sabe ponerse al servicio de aquello que se cuenta». Elogios adicionales recibió de Alejandro Badillo, en la reseña del portal Lado B, quien destacó el lenguaje empleado en la obra, la exploración de la violencia y la caracterización de los personajes. Badillo comparó además la novela con la obra del escritor estadounidense Cormac McCarthy y aseveró que era un claro ejemplo «[d]el poder de la ficción y su capacidad para retratar el mundo actual».
Karen Mercado, en un artículo de la revista Criticismo, alabó el estilo utilizado por Melchor, que calificó de "crudo, severo y grotesco", así como el lenguaje y el realismo con el que explora la vida y los anhelos de sus personajes. También se refirió a los ambientes en que se desenvuelven, que Mercado describió como «inhabitables, llenos de miseria, muerte, sudor, melancolía y un calor endemoniado». Sobre la experiencia de leer el libro, afirmó:

Al terminar Falsa liebre, es difícil no sentirse conmovido y afectado –incluso físicamente– por la narración descarnada y cruda de la vida de unos jóvenes, como hay tantos en el país, que parecen condenados por la marginación y la desigualdad. Falsa liebre pesa y duele.